# Biramitrapur
Biramitrapur là một thành phố và khu đô thị của quận Sundargarh thuộc bang Orissa, Ấn Độ.

## Nhân khẩu
Theo điều tra dân số năm 2001 của Ấn Độ, Biramitrapur có dân số 29.434 người. Phái nam chiếm 51% tổng số dân và phái nữ chiếm 49%. Biramitrapur có tỷ lệ 63% biết đọc biết viết, cao hơn tỷ lệ trung bình toàn quốc là 59,5%: tỷ lệ cho phái nam là 71%, và tỷ lệ cho phái nữ là 55%. Tại Biramitrapur, 13% dân số nhỏ hơn 6 tuổi.